# Mauricio Montes
Pour les articles homonymes, voir Montes.
Mauricio Montes, de son nom complet Mauricio Alejandro Montes Sanguinetti (né à Lima le 22 juin 1982) est un footballeur péruvien jouant au poste d'attaquant.

## Biographie
Formé au Deportivo Municipal, Mauricio Montes n'a pas l'occasion d'y jouer en professionnel et c'est au sein du Bella Esperanza, club de 2e division, qu'il y fait ses débuts en 2001. En 2002, il signe à l'Alianza Lima où il remporte deux championnats du Pérou d'affilée en 2003 et 2004.
Après une pige à l'Atlético Universidad d'Arequipa en 2005, il revient à Lima l'année suivante afin de jouer à l'Universidad San Martín de Porres. Il y remporte deux championnats consécutifs en 2007 et 2008.
Passé par le Cienciano del Cusco entre 2008 et 2010, il recale au Juan Aurich de Chiclayo et y connaît son cinquième sacre en 2011. Sauf un bref retour à l'Alianza Lima en 2014, la suite de sa carrière se déroule en province (Real Garcilaso, Universidad César Vallejo, Sport Huancayo et Ayacucho FC). 
Même s'il n'a jamais été international avec le Pérou, Mauricio Montes est convoqué en équipe du Pérou olympique qui participe aux Jeux panaméricains de 2019 à Lima, tournoi où il dispute quatre rencontres sans marquer de but.

## Palmarès

### En club
| Alianza Lima - Championnat du Pérou (2) : - Champion : 2003 et 2004. - Torneo del Inca (1) : - Vainqueur : 2014. |  | Univ. San Martín - Championnat du Pérou (2) : - Champion : 2007 et 2008. |  | Juan Aurich - Championnat du Pérou (1) : - Champion : 2011. |

| Univ. César Vallejo - Torneo del Inca (1) : - Vainqueur : 2015. |  | Cusco FC - Championnat du Pérou D2 (1) : - Champion : 2022. |

### Distinctions individuelles
- Meilleur buteur de l'histoire de l'Ayacucho FC avec 48 buts.